# Kelbet Nurgazina
Kelbet Nurgazina (kaz. Келбет Нұрғазина; ur. 8 lipca 1986) – kazachska judoczka. Olimpijka z Pekinu 2008, gdzie zajęła dziewiąte miejsce w wadze ekstralekkiej.
Uczestniczka mistrzostw świata w 2007, 2009 i 2011. Startowała w Pucharze Świata w latach 2005, 2007–2009, 2011 i 2012. Brązowa medalistka igrzysk azjatyckich w 2006; siódma w 2010. Piąta na mistrzostwach Azji w 2009 roku.

## Letnie Igrzyska Olimpijskie 2008
| Konkurencja | Eliminacje                  | Eliminacje              | Repasaże            | Repasaże            | Klas. końcowa |
| Konkurencja | Przeciwnik I                | Przeciwnik II           | 1/4                 | Przeciwnik I        | Miejsce       |
| ----------- | --------------------------- | ----------------------- | ------------------- | ------------------- | ------------- |
| 48 kg       | Frédérique Jossinet (FRA) Z | Hanatou Ouelogo (BFA) Z | Pak Ok-song (PRK) P | Ana Hormigo (POR) P | 9.            |